# Werkstatt Kollerschlag
Die Werkstatt Kollerschlag für die Konzeption, Planung und Ausführung von Kunstprojekten wurde 1985 von den Brüdern Heinz, Wolfgang und Werner Baumüller gegründet.

## Projekte
1986 zeigte die Werkstatt Kollerschlag ihre erste Ausstellung. Insgesamt gab es 10 Vernissagen in Kollerschlag.
In der Folge konzentrierte sich die Werkstatt Kollerschlag auf die Gebiete „Kunst und Architektur“, „Kunst im öffentlichen Raum“, bzw. „Kunst als Teil einer Unternehmenskultur“.

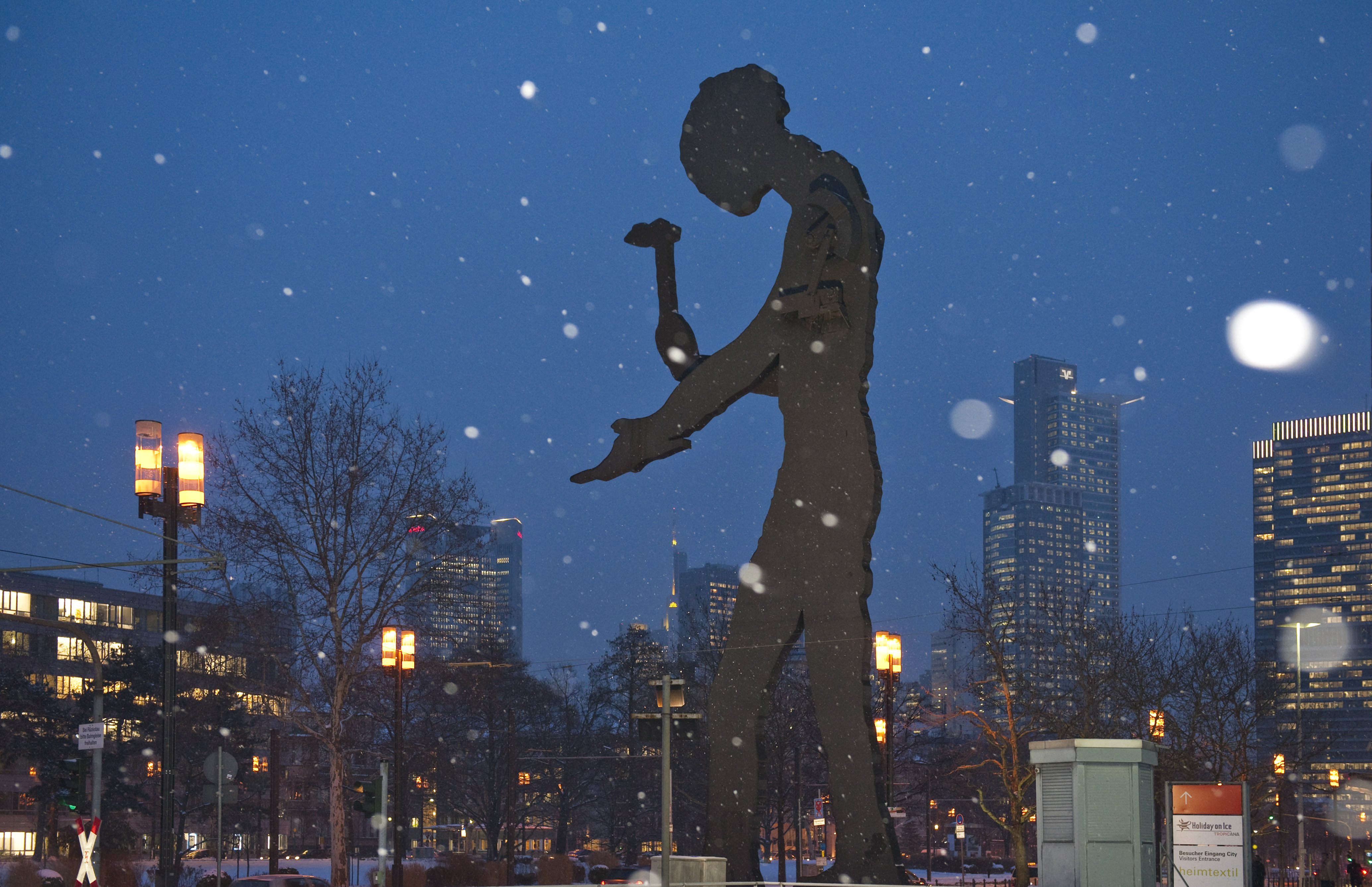
Hammering Man in Frankfurt am Main 1991
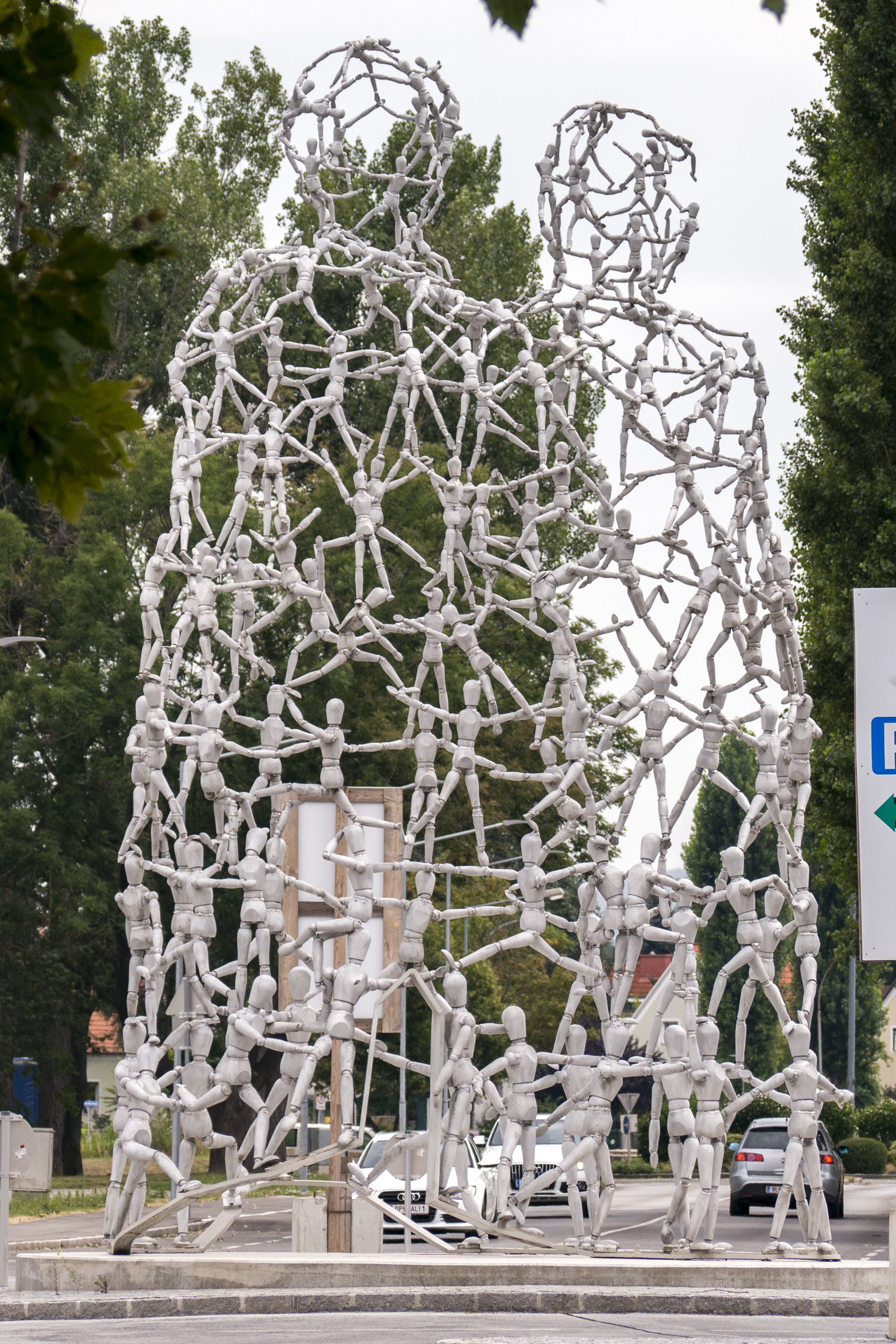
Tägliches Brot, Wiener Neustadt, Skulptur Merkur City 1994
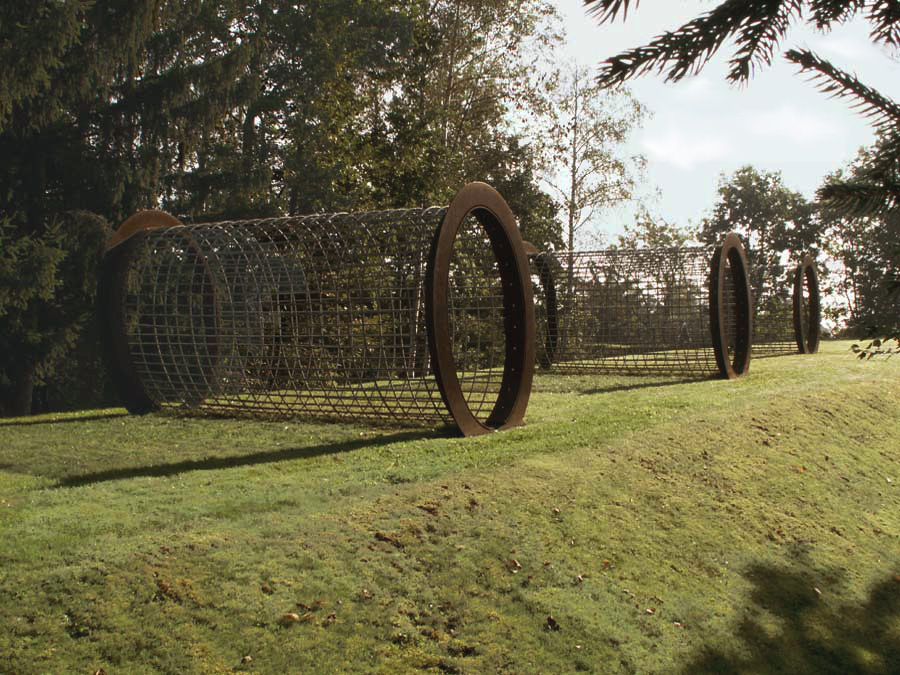
A juste en el Vacio (Adjustment to the vacuum), Susana Solano, 1995/96
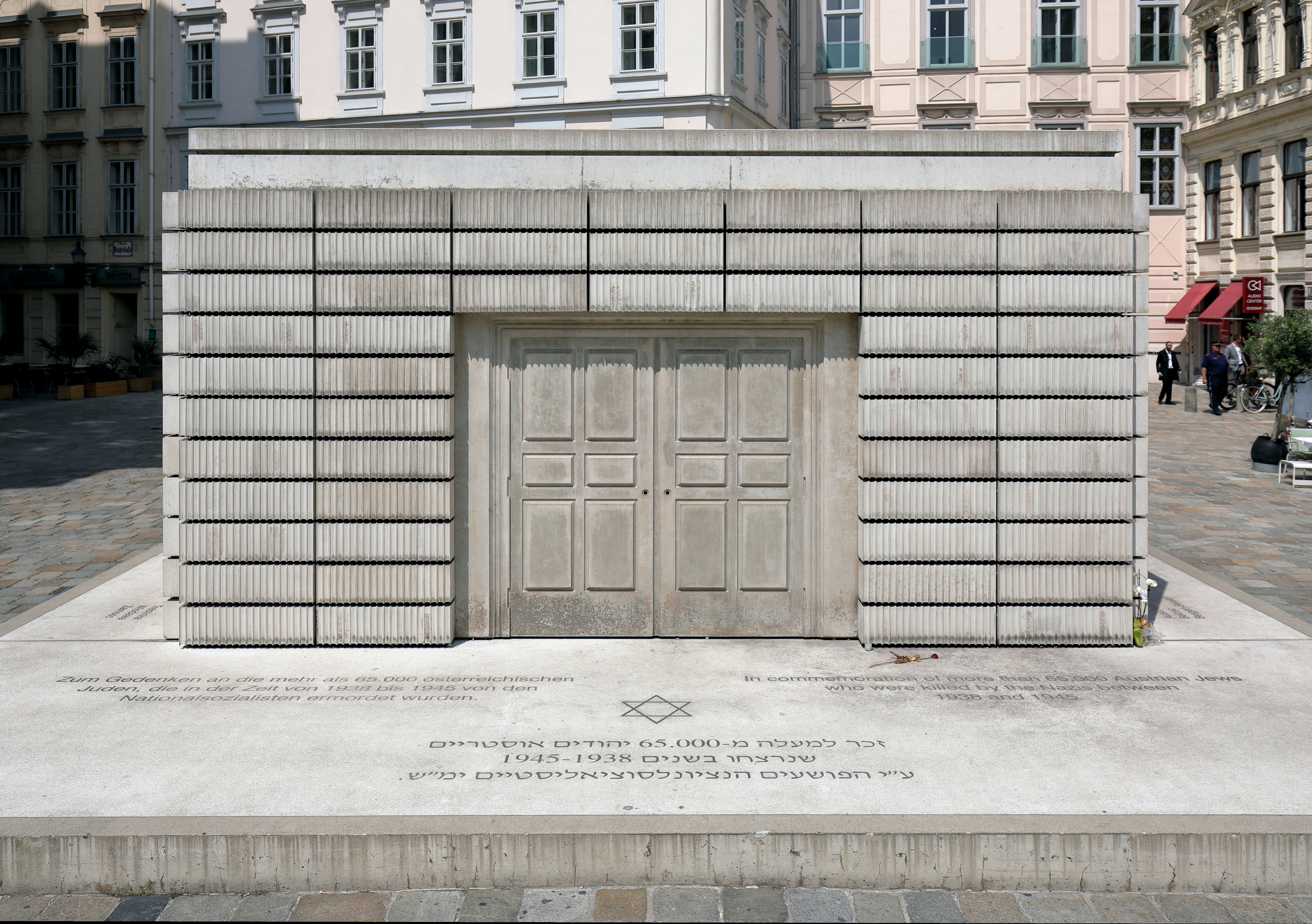
Mahnmal für die österreichischen jüdischen Opfer der Schoah, Wien, 2000
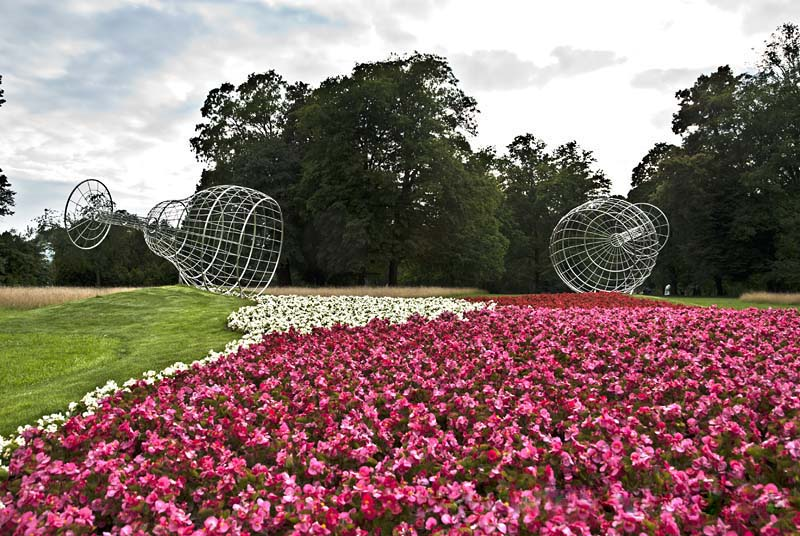
Color Mix, Dennis Oppenheim, Ausstellung „Blickachsen 8“, Bad Homburg 2005
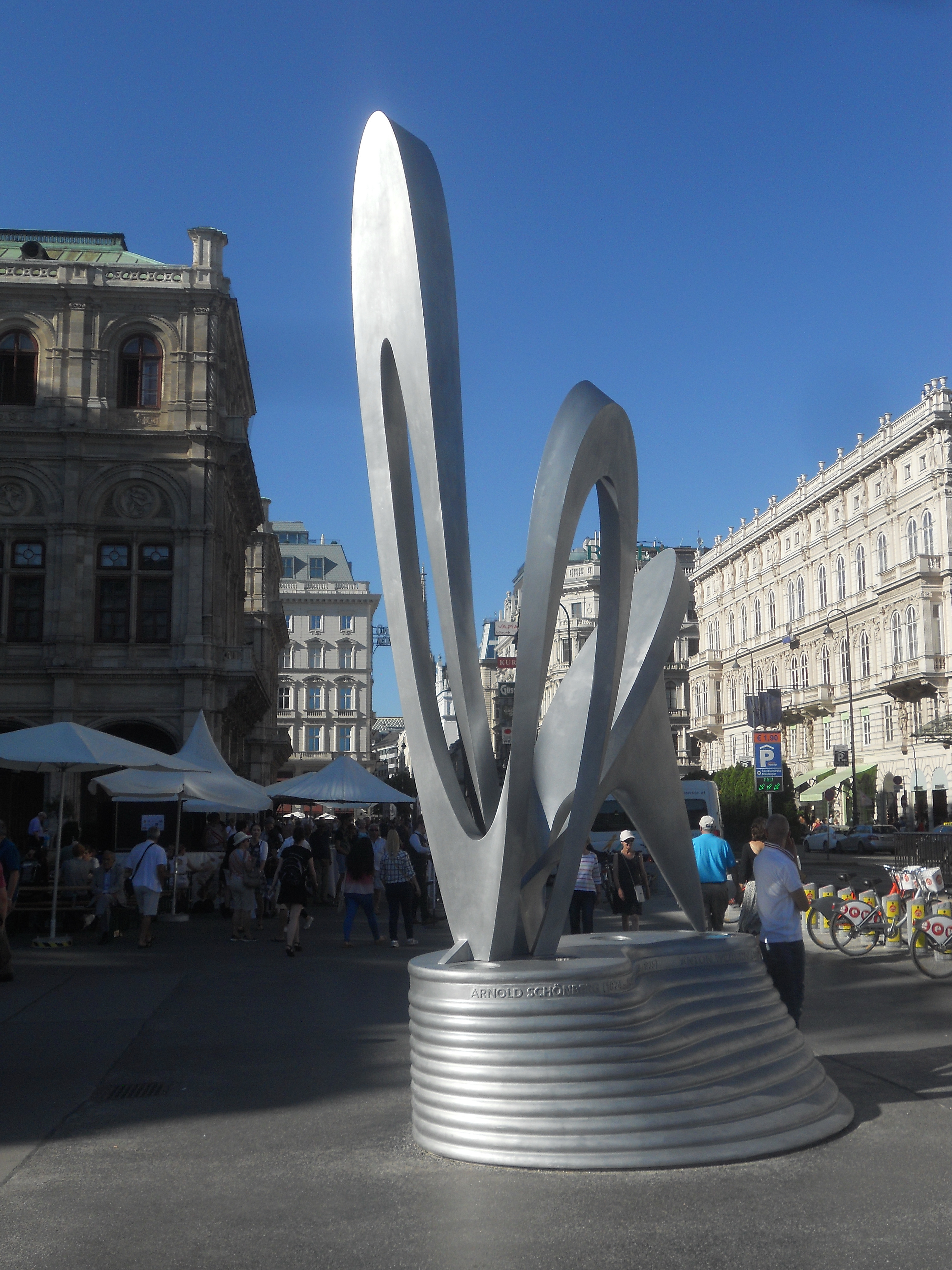
Alban-Berg-Denkmal vor der Wiener Staatsoper 2016

## Werke
Zu den Werken aus der Werkstatt Kollerschlag zählen unter anderem der 21,5 m hohe Hammering Man von Jonathan Borofsky in Frankfurt am Main, Jeff Koons’ Puppy, welcher temporär vor dem Schloss Arolsen stand, das 8,5 Meter hohe Werk Tägliches Brot von Tony Cragg in Wiener Neustadt, die Cythera von Ian Hamilton Finlay bei der Metropolis-Ausstellung in Berlin und in Wien, das Holocaust-Mahnmal von Rachel Whiteread sowie das Alban-Berg-Denkmal von Wolf D. Prix vor der Wiener Staatsoper und das Mahnmal zur Erinnerung an die Opfer der politischen Justiz 1938–1945 vor dem Landesgericht Wien von Eva Schlegel.

## Ausstellungsbeteiligungen
Werke aus der Werkstatt Kollerschlag waren unter anderem zu sehen:
- Palais Liechtenstein – Wien
- Kröller-Müller-Museum – Otterlo (NL)
- Centre National d’Art – Paris
- Contemporain de Grenoble
- New Port Harbor Museum
- Tramway – Glasgow
- I.V.A.M. – Valencia (E), Biennale – Venedig
- Kunst.Halle.Krems – Krems
- Documenta – Kassel
- ICA – London
- Leo Castelli Gallery – New York
- Lisson Gallery – London
- Museum Narodnis Galerie – Prag
- Ace Gallery – New York
- Van Abbemuseum – Eindhoven
- Staatsgalerie Stuttgart
- Guggenheim Museum Salzburg [mit T. Ropac]
- Wilhelm Lehmbruck-Museum – Duisburg
- Kunsthalle Rostock (D)
- Martin Gropius-Bau – Berlin
- Overbeck Gesellschaft – Lübeck
- Museu de Arte Contemporanea – Porto (P)
- Städtische Galerie Lenbachhaus – München
- Kunstmuseum Wolfsburg
- Kunstmuseum Luzern
- Kunsthalle Basel
- Lentos – Linz (A)
- Künstlerhaus Palais Thurn – Bregenz
- Kuhlenschmidt Gallery – Los Angeles
- Kunstbunker Tumulka – München
- aedes – Wien
- Museum Moderner Kunst Passau
- Skulpturenpark Ismaning
- Museum Liaunig Neuhaus (A)
- Kunst mischt mit: Concrete Art, Graz 2003 Kulturhauptstadt Europas[4]